# Ndumba Makeche
Ndumba Makeche (* 4. März 1992 in Lusaka) ist ein australisch-sambischer Fußballspieler.

## Karriere
Makeche wuchs in der sambischen Hauptstadt Lusaka bei seinem Vater auf. Fußball spielte er dort nur auf unorganisierter Basis mit Freunden. Kurz vor seinem 15. Geburtstag kam er gemeinsam mit seinem Bruder in die westaustralische Hauptstadt Perth zu seiner Mutter, die dort bereits seit zwei Jahren lebte. Hintergrund für den Umzug waren die besseren Bildungschancen in Australien. In Perth schloss er sich den Stirling Lions an, mit deren Jugendteam er im Finale des Youth Cups 2007 und 2008 das Nachsehen hatte. 2008 gelang dafür ohne Saisonniederlage der Gewinn der Meisterschaft in der U-18-Jugendliga, bei der ligainternen Wahl zum Jugendspieler des Jahres 2008 belegte Makeche den zweiten Rang. Im folgenden Jahr kam er auch erstmals sporadisch für die erste Mannschaft in der Western Australia Premier League zum Einsatz. Ab 2010 gehörte der Stürmer dauerhaft dem Erwachsenenbereich der Lions an, spielte in der Saison 2010 aber überwiegend im Reserveteam, dessen bester Torschütze er wurde. Beim Gewinn des State League Cups 2010 durch einen 2:1-Erfolg gegen Floreat Athena wurde Makeche kurz vor Spielende für den Siegtorschützen Ludovic Boi eingewechselt.
Unzufrieden mit seinen Einsatzzeiten bei den Lions wechselte der Angreifer zur Saison 2011 zum Ligakonkurrenten Inglewood United. Bei Inglewood etablierte sich Makeche in der Startelf und bildete gemeinsam mit Rory Grant eines der gefährlichsten Sturmduos der Liga, die Saison beendete er mit elf Saisontreffern. Am Saisonende nahm er ein Angebot des Profiklubs Perth Glory an, für dessen Jugendteam in der National Youth League zu spielen. In den folgenden Monaten stach Makeche mit acht erzielten Toren als Leistungsträger des Nachwuchsteams heraus und wurde deshalb von Cheftrainer Ian Ferguson für die Partie am 18. März 2012 bei Gold Coast United in den Profikader berufen. Bei der 0:3-Niederlage gab er per Einwechslung in der 79. Minute sein A-League-Debüt. In den anschließenden Play-offs, die Glory als Vizemeister abschloss, schaffte er es nicht ins Spieltagsaufgebot.
Im Mai 2012 erhielt er, ebenso wie Jugendteam-Kollege Brandon O’Neill, einen Zwei-Jahres-Vertrag als Profi bei Perth Glory. Neben seiner Fußballerlaufbahn studierte er zunächst Wirtschaft und Marketing an der Murdoch University, wechselte aber später zu einem Studium der Sportwissenschaften. Die australische Staatsbürgerschaft erhielt Makeche im August 2012, da Sambia bislang keine doppelte Staatsbürgerschaft erlaubt, hat er diese mit Annahme der australischen vermutlich verloren.